# Dolly Morrison
Dolly Morrison (ur. 30 lipca 1868 w Guisborough, zm. 12 lipca 1936 w Newcastle upon Tyne) – angielski rugbysta, reprezentant kraju.
Uczęszczał do St George's School w Harrogate i Loretto School w Musselburgh, a następnie studiował w Gonville and Caius College i Trinity Hall wchodzących w skład University of Cambridge. W latach 1887–1890 grał dla uniwersyteckiego zespołu rugby, był także jednym z oryginalnych Barbarians z sezonu 1890–1891.
W latach 1890–1891 rozegrał w Home Nations Championship cztery spotkania dla angielskiej reprezentacji zdobywając jedno przyłożenie.